# Plinio Mesciulam
Plinio Mesciulam (Genova, 23 dicembre 1926 – Genova, 19 maggio 2021) è stato un artista, pittore e scultore italiano.
Ha realizzato anche attività da performer.

## Biografia
Nel 1948 è presente all V Quadriennale di Roma nella sala degli astrattisti, assieme a Dorazio, Vedova, Munari, Soldati, Consagra.
Nel marzo 1950 tiene una personale di disegni del 1949 al Caffè Venchi di Genova, la prima a carattere astratto-informale in Liguria, in cui si vuole affermare l'autonomia del segno manuale svincolato da ogni riferimento descrittivo, muovendosi tra le colature di inchiostro di china.
Dal 1952 al 1954 Mesciulam fa parte del comitato promotore del MAC - Movimento Arte Concreta, sviluppando ricerche sul rapporto colore-forma-spazio architettonico. Negli stessi anni fonda il gruppo genovese del movimento con pittori locali di tendenza astratta.
Nel 1955 entra in crisi nei confronti dell'avanguardia. L'utopia delle forme e dei colori puri perde la luce del futuro.
Negli anni successivi le tele si colorano di nero e l'artista si dedica con passione allo studio del Nuovo Testamento. Sente il bisogno di riferirsi all' arte del passato (soprattutto alla pittura del Seicento), in una tendenza che s'incontra e s'intride con la scoperta di un magma materico (Vinavil e segatura), in assonanza con la contemporanea Art Brut. Mesciulam ritiene superata (e questa convinzione non lo abbandonerà più) la radicale alternativa astrazione/figurazione: così gli sarà facile passare da una figurazione "sacrale" a un'astrazione simbolica.
Fino al 1962 , dunque, lavora a una tematica religiosa in cui emerge un elemento che sarà importante anche in periodi successivi: la goccia. Diventando emblema e protagonista, la goccia si libera della sua origine di colatura pittorica e si isola nella sua valenza simbolica; il pianto.
Dal 1963 inizia la svolta medialista. Le immagini ora non provengono più "dall' interno", ma vengono elaborate su quelle fornite dalla pubblicità. Lavora anche sulla "parola-immagine", in assonanza inconsapevole con le contemporanee ricerche dei poeti visivi. Nel 1965 fonda il gruppo Cond, scrivendone il testo teorico.  Fino ai primi anni Settanta prosegue le ricerche sulla comunicazione visiva (figure mediali trasmesse da retini inventati e ingranditi, scomposti su lastre di vetro distanziate).Sono gli anni in cui elabora tra le sue opere più riuscite, tecniche miste con collage in tridimensione come nel caso dell’opera “Dito nell’orecchio” del 1966.

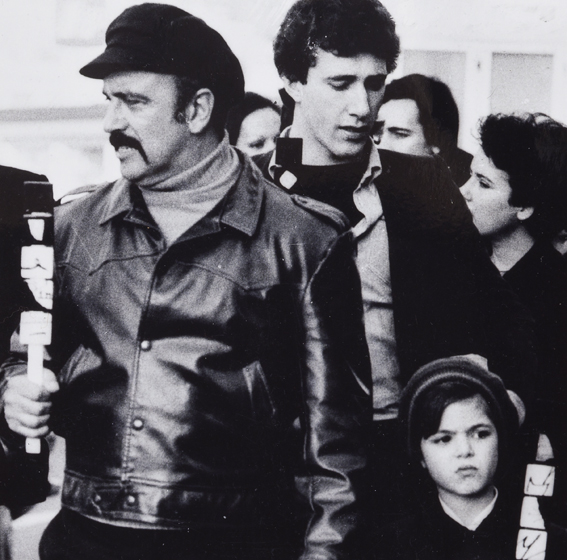
Plinio Mesciulam a Boccadasse durante la performance Epifanie Ostensibili

Nel 1973, aiutato tecnicamente dall'amico Mauro Buffoni, pubblica Macroscopia del segno precario, Rinaldo Rotta Editore: un'investigazione fotografica con forte ingrandimento di dettagli di piccoli segni di scrittura quotidiana affrettata. Dal 1974 al 1976 seguono varie installazioni in diverse città d'Italia. Operando sempre con la fotografia, ma anche con attenzione ai problemi della comunicazione di questo particolare rivelarsi del segno, il giorno dell'Epifania del 1976 propone il suo principio di arte ostensoria con le Epifanie ostensibili portate in corteo da giovani attraverso il porticciolo di Boccadasse a Genova. Significativa è la sua partecipazione alla Settimana Internazionale della Performance a Bologna nel 1977.
Nel 1976 Plinio Mesciulam avvia anche il progetto "Centro di Comunicazione Ristretta Mohammed", invenzione di un circuito di comunicazione mondiale (da un famoso critico verrà chiamato "incunabolo di Internet"), documentato con 1.300 esemplari conservati al Getty Museum di Los Angeles e del quale un intero carteggio è conservato al MART di Trento); Mohammed è Net Art, originario concetto di costruzione di una rete con tanti nodi a propagazione indefinita, basata sul numero fisso dei destinatari (12) per ogni messaggio.
Nel 1978, mentre a Genova e a Bologna presenta un'altra forma di arte ostensoria, I Trionfi, nel contempo torna alla pittura con l'iperdecorativismo (dilagare di tessuti variegati ed esplosione di particelle monodiche coloratissime da lui chiamate "micromondi di luce"). Questo mondo ipercromatico si espande su diversi piani (pittura eteroplanare). Esempio estremo, Lebensraum, 1982, torrione pieno di rientranze ma istoriato senza interruzione e basato sulla propria ombra resa corposa da un spessore innaturale (Museo Civico Ricchieri, Pordenone).
Ritorna, per tutti gli anni Ottanta, l'interesse al rapporto tra pittura e architettura (Bohème, 1987) e l'uso frequente della finestra contorta, che negli anni Novanta diventerà molle e fantasmatica.
E ancora nel 1987, fino agli anni novanta inizia il ciclo degli Horrores (fotomontaggio di particolari architettonici e di interni con prospettive speculari impossibili). Vi si aggiungono, nel 1996, le Preghiere, ostensorii sagome sculto-pittoriche.
Nel 1998 inizia la serie delle Ombre attraversate, di cui fa parte l'Album di famiglia (ombre dei famigliari proiettate su strutture architettoniche a rilievo).
Dal 2002 al 2004 crea la serie L'artista e la modella.
Nel 2006 rivisita la sua esperienza sul "Segno precario" degli anni settanta. Pur riconoscendogli, nostalgicamente un'insuperabile "purezza", non esita a contaminarlo con segni pittorici esacerbati. Ritorna anche il principio dell'ostensione con le Tavole autoindicate, il cui tema si ricollega a una grande installazione con il lavoro Le firme dei maestri (1974) alla Galleria Rotta di Genova nel 1975.
Opere di pittura, libri d'artista e incisioni di Plinio Mesciulam si trovano presso musei, archivi e collezioni private in Italia e all'estero.